# 华亭海塘奉贤段
华亭海塘奉贤段，或称奉贤华亭海塘、华亭东石塘、华亭古海塘，是上海市奉贤区柘林镇境内的一处古代海塘遗址，建于雍正年间（1725年至1728年），位于原华亭县南部的古代杭州湾北侧岸线、今沪杭公路和奉柘公路南侧路基沿线，发掘区段长4.5千米，被誉为“上海小长城”。2002年4月，这段海塘被登录为第七批上海市文物保护单位。

## 建筑特征
奉贤华亭海塘是历史上华亭县捍海石塘的东段，西到龙珠庵（今柘林镇漴缺村附近），东至柘林镇华家角（堰墩湾）与内海塘相连，全长约8.6公里。该段石塘地下基础深1米，地面部分高4米，宽约1.5米，底宽约3米有余；贴土包裹后形成了外土内石结构，塘面宽约15米，底宽约30米，高仍为4米。此外，在已经发掘的段落中，发现了三十多处铭刻，其中包括了建设者的姓名、监督者的姓名和“长庆安澜”“屹若金汤”等祝福语，可见当时的建设者重视工程质量，并可以看出主持修建的士绅阶层和建设者们对海疆永固的美好愿望。

## 历史
雍正四年（1726年），时任吏部尚书朱轼主持筑华亭县捍海石塘，至雍正十三年（1735年）竣工。值得注意的是，为了保证堤防稳固，该海塘规定采用了特殊的工法，即“鱼鳞条块”法，并在石塘筑法上对于石块的长宽高、堆叠层数、堆叠方法和粘合方法等都做了要求。后来，因为下属未能遵照事先定下的石塘筑法来建设，浙江巡抚李馥被罢官。朝廷于雍正五年派太仆寺丞俞兆岳监督松江府塘工，他发明了铁笋铁箫法，并建设了示范石塘（“样塘”），在建的华亭石塘也按照这个工法进行加固，增强了石塘的整体稳定性。

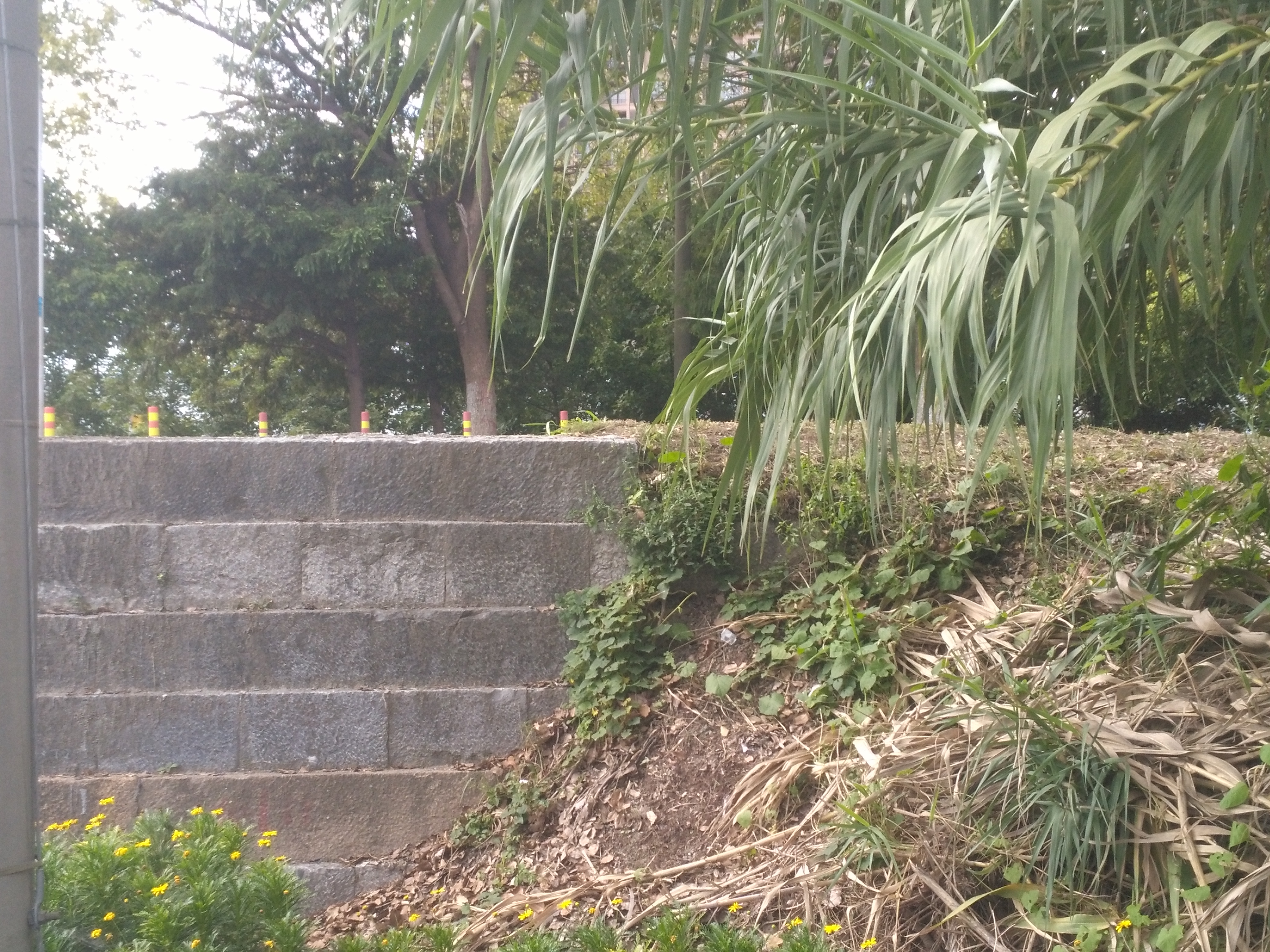
部分塘段依然没有被发掘，包裹于土中

雍正六年、雍正十二年、乾隆十二年，华亭海塘先后进行了几次加固工程，将石塘的三个面都包裹于厚厚的土层之中，构成了包石土塘。
道光十五年（1835年）六月，因为台风来袭、潮水暴涨，戚家墩以东至胡家厂段的外海塘坍入海中。道光十七年时，戚家墩以西至青龙港故址段的华亭海塘也陷入了海水中。光绪十九年（1893年），胡家厂以东至杨公庙段的海塘被海水冲毁。然而，由于海潮顶冲点西移，漴阙一带海岸涨出了很多土地，因而杨公庙以东这段海塘得以保存。后来，林则徐将海塘以杨公庙为界，划分为东、西两塘，因为西塘海浪较险，故较多加固，留存段被称作东二塘；而东塘则只以日常养护为主。
同治十三年（1873年），华亭海塘置驻塘委员，负责修缮和维护，并设置了华亭县塘工岁修公所负责该事务。
贴土包裹工艺，加之在海塘上沪杭公路、奉柘公路的建设，将石塘隐藏在了地下。1996年3月开始，建设于海塘之上的奉柘公路柘林段实施降坡拓宽工程；是年五月，在奉柘公路路基的土被挖去后，部分石塘才被发掘出来。被发掘的路段东起柘林镇奉海村，西至柘林镇城南村，长约4.5千米。在石塘被发掘之后，因为露出的堤坝有一定高度，影响了交通，故经过了论证和“备案”后，海塘遗址被挖开了十余个缺口。

## 现实威胁

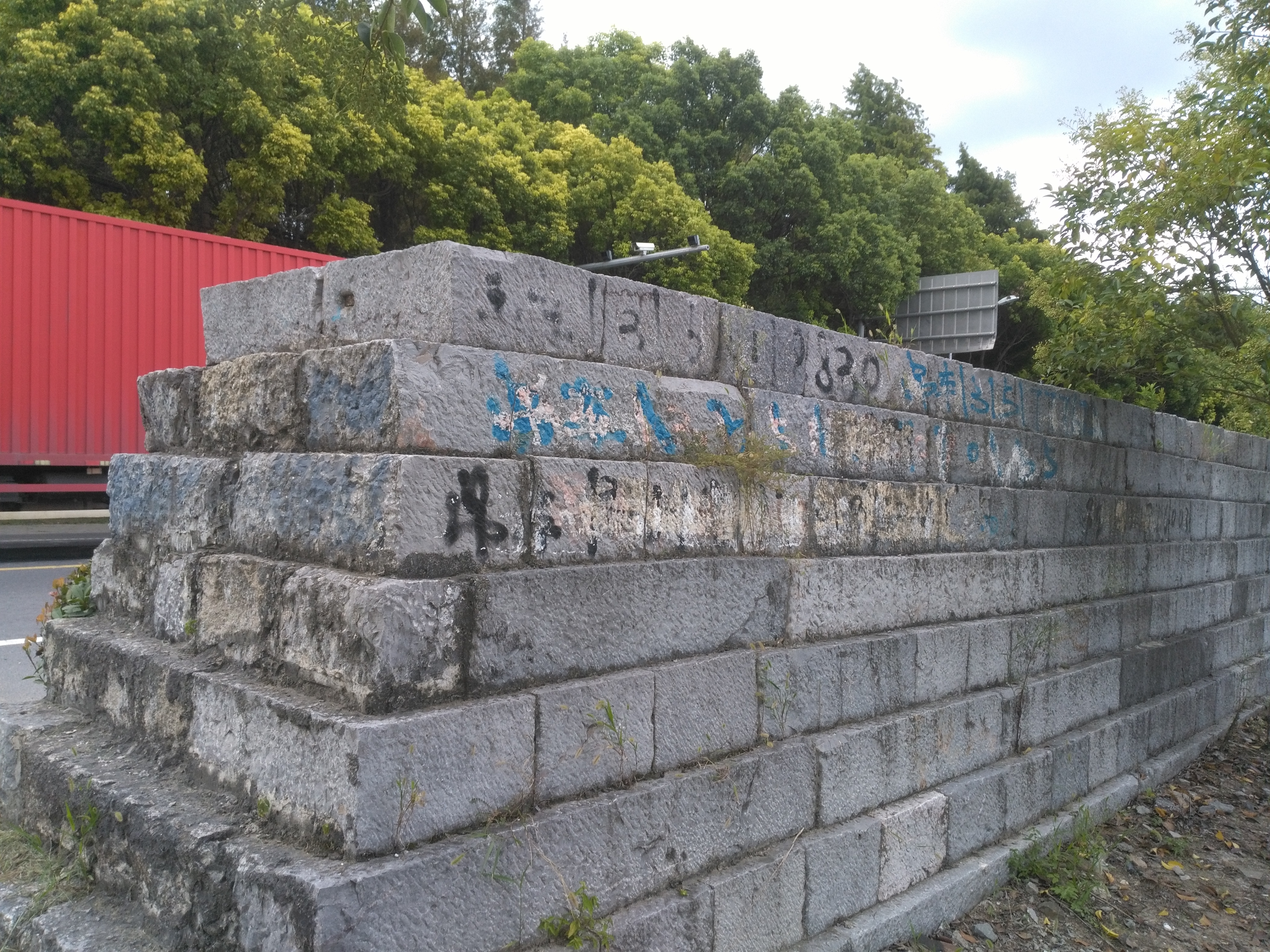
因南海公路建设被断开的海塘，长有杂草，被涂上广告，一旁有集装箱卡车经过

奉柘公路沿古海塘而建，是奉贤区通往金山石化的最短县级公路，也是金山与奉贤之间物流的一条主要通道，有大量集装箱卡车通行。2017年4月29日14时许，一辆集装箱卡车沿奉柘公路行驶，驶过海湾路西侧80米时，撞上了此处遗迹，导致部分石条移位和碎裂，并引发了集装箱卡车投保的保险公司和政府之间的纠纷，截至2018年2月尚未修复。此外，其上生长的野草会导致石块间粘合力减弱，往海塘上张贴、喷涂的广告会导致石块遭到腐蚀，且清除时会对石块造成损伤。此外，据《中华人民共和国文物保护法》，海塘两侧的建设控制地带不允许有任何建筑，然而这一点并未能做到。

## 保护与开发
1996年8月14日，这段海塘以华亭东石塘名义被奉贤县人民政府列入奉贤县文物保护单位名录。2002年4月27日，该段海塘以奉贤华亭海塘名义列入上海市文物保护单位名录。这段海塘也被列为奉贤区爱国主义教育基地之一。奉贤区人民政府、柘林镇人民政府相关部门正准备相关材料，拟将该海塘申报第八批全国重点文物保护单位；位于海塘正南侧的上海应用技术大学也围绕该海塘展开了一系列学术研究。2012年，应用技术大学的师生曾建议相关部门将塘体收入奉贤校区内整体保护，或是建设公园进行保护，但因为土地管理相关的问题，无果而终。
海塘曾因阻碍交通被拆开，拆走的石料被集中堆放以备后续修复。政府曾对海塘上被打开的部分缺口根据文物保护标准进行修复，并在沿线建设了生态园林区，铺设了草皮和植被、花卉等。此外，奉贤区文化和旅游局与乡镇、乡镇与村民、居民委员会层层签订安全责任书，设置文物专管员定期汇报文物安全动态；奉贤区博物馆每年对海塘进行四次以上的全面检查，社区事务中心每月安排巡查，而村民、居民委员会组织的信息员每周对文物进行巡查。
2018年8月，奉贤区人民政府在答复人大代表建议时提到，拟建设一座“华夏钱滩遗址公园”来介绍古代冈身、古代海塘的历史。此外，奉贤区人民政府提及，2014年时奉贤区文广局已经向上海市文物局申请资金，与柘林镇人民政府联合对海塘东段进行了绿化整治；此外，在2017年时，奉贤区人民政府委托的专业团队又新发现了海塘上的碑刻十余块，已经对海塘碑刻进行了拓印并进行研究整理。奉贤区人民政府还明确表示，被拆除的塘段石块已经被编号保存，可以在条件允许时，用于整体修复相关段落。
2019年，奉贤区启动了华亭海塘文物保护规划项目，拟建设海塘遗址公园，建立海塘专题馆，以对海塘进行保护和进一步研究。2019年10月16日，国务院正式公布第八批全国重点文物保护单位名单，奉贤华亭海塘以华亭海塘奉贤段名义载于该名录“其他” 部分。

## 备注
1. ↑  “奉贤华亭海塘”为上海市文物保护单位名录登录名称。
2. ↑  “华亭东石塘”是原奉贤县文物保护单位名录登录名称